# Baños de la Reina (Calpe)
Los Baños de la Reina (en valenciano, Banys de la Reina) es un yacimiento arqueológico situado junto a las salinas de Calpe (Alicante). Se componía de un palacio romano (no una simple villa o domus circular) que constaba de pasillo, patio y ocho habitaciones. Su profusión en mármoles y mosaicos revelan que pertenecía a una persona con un poder adquisitivo elevado. Entre otros elementos, cerca del litoral se ubican unas piscinas artificiales excavadas en roca destinadas a piscifactoría y posterior salazón de pescado, unas termas, una noria y cuatro aljibes. Sus 0,39 hectáreas conforman asimismo una microrreserva de flora. La vivienda y su edificio termal fueron edificadas a fines del siglo II o inicios del siglo III y abandonadas a principios del siglo V.
Las estructuras fueron localizadas en 1610 por Gaspar Juan Escolano y excavadas los días 18 y 19 de mayo de 1792 por Cavanilles. Su descubrimiento fue publicado en la Gazeta de Madrid. Tras las excavaciones en septiembre de 1965 de Manuel Pellicer Catalán y, sobre todo, tras las excavaciones (algunas de ellas de salvamento) desarrolladas entre 1993 y 1999 se ha concretado la planta del complejo, identificándose como un vicus de tres viviendas cuya orientación económica era la de la elaboración de vino, pesca, producción de garum (salsa de pescado), saladero y extracción de piedra. Se han encontrado sepulcros.
Se prevé la firma de un convenio de la Diputación de Alicante con Calpe para consolidar los restos arqueológicos con la colaboración del MARQ.

## Ubicación
Los datos arqueológicos sobre la extensión real del yacimiento de «Los Baños de la Reina» de Calpe se extienden por:
- En la zona más occidental los restos se extienden hasta la peña sita en la playa del Boll y conocida como La Montanyeta.
- En la zona oriental los restos alcanzan hasta los apartamentos Santa Bárbara y Araceli.
- En la zona meridional el yacimiento se extiende en la parte terrestre hasta su contacto con el mar, es decir, el paseo marítimo y la plataforma rocosa, mientras que en la zona marítima se entiende hasta unos 100 metros desde la línea de costa.
- En la zona septentrional, el yacimiento alcanza hasta las salinas.

## Descripción

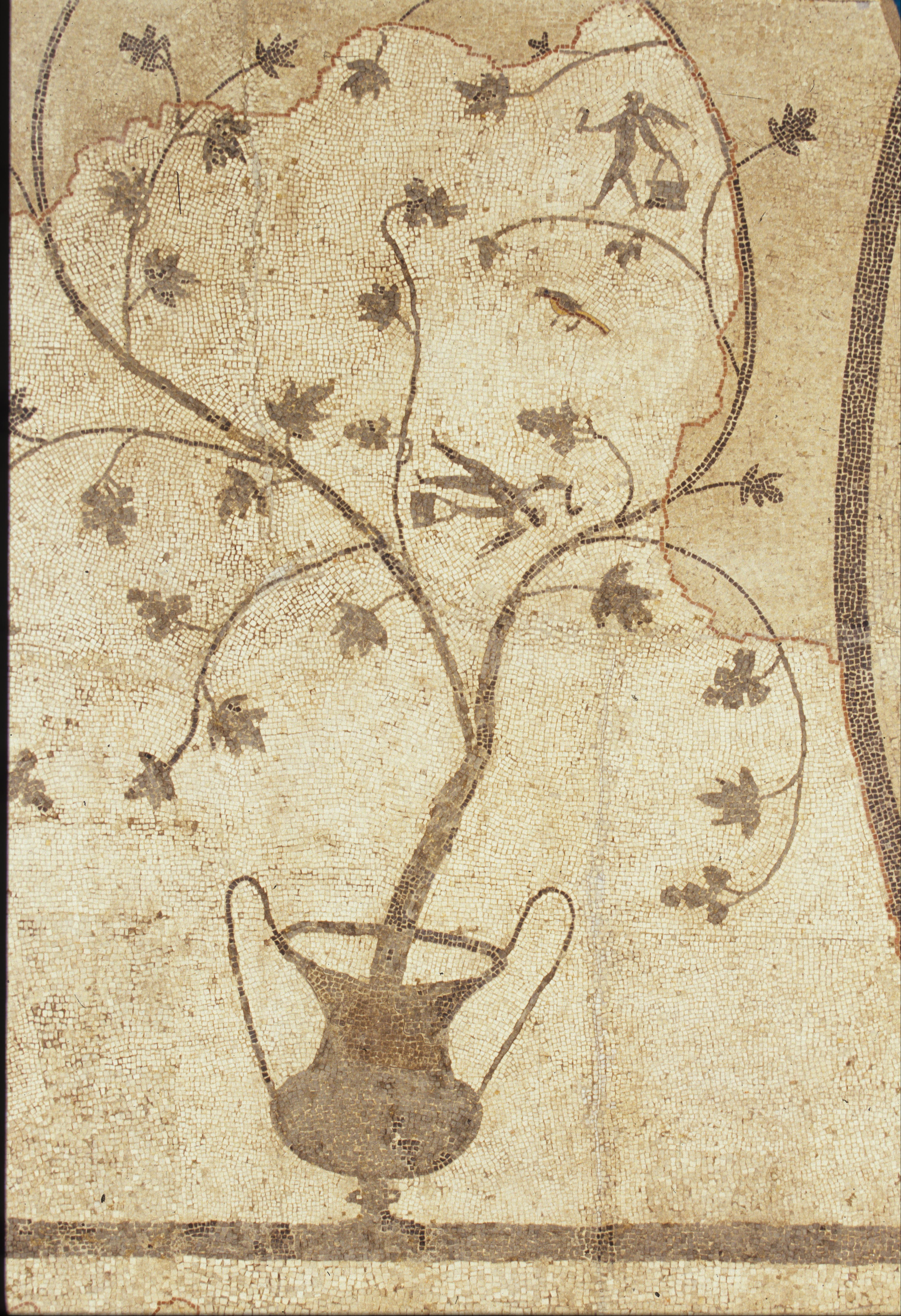
Mosaico encontrado por Cavanilles. Se encuentra en el MARQ.

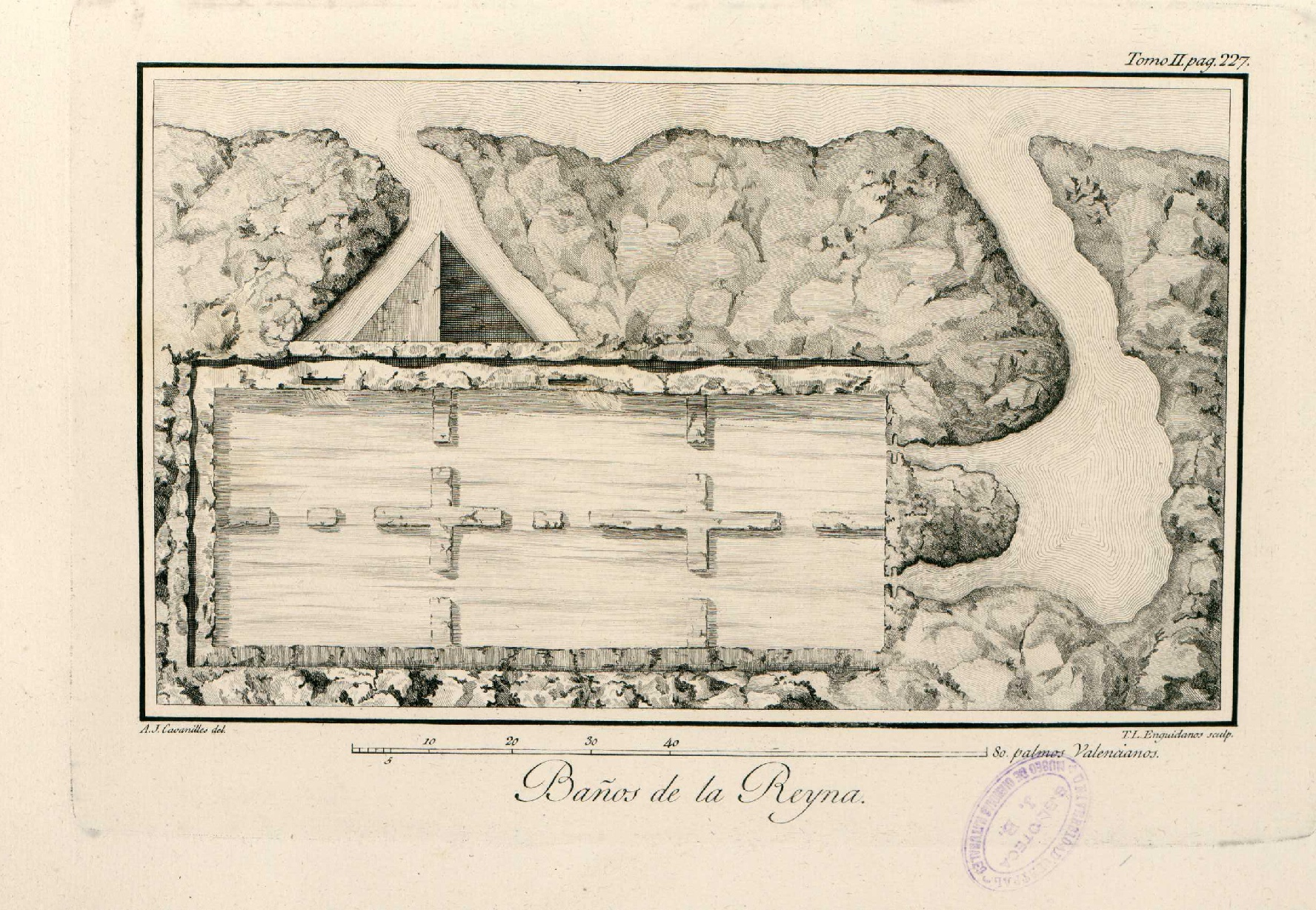
Representación gráfica de los viveros realizada por Cavanilles en 1797.

El yacimiento se compone de un elevado número de instalaciones domésticas, residenciales, funerarias, productivas, etc., emplazadas entre el litoral y las salinas de Calpe, en la franja terrestre de la ensenada de Ifac, entre el peñón y el actual núcleo urbano de la población, el cual se ha expandido a lo largo del litoral, por lo que hoy en día el yacimiento se encuentra completamente urbanizado y dentro de la trama urbana. Posee un desarrollo temporal, al menos, desde el siglo II al siglo VII d. C. pero con un hábitat constatado en la zona desde la Edad del Bronce hasta la actualidad y de forma ininterrumpida, dadas las condiciones naturales y económicas de la bahía y de la zona terrestre.
En la actualidad la parte visible del poblado es parte de un vicus o mansio de época tardorromana, que se inicia con una área residencial o pars urbana realizada con materiales de lujo procedentes de todo el Imperio Romano, junto a la cual se establecen varias edificaciones de la "pars rustica", destacando una noria excavada en la roca y una piscifactoría, ambas excavadas en un cordón de roca litoral, que con el paso del tiempo cambia su función y pasa a conservarse en parte en una necrópolis tardorromana de tipología y rito norteafricano. Igualmente forman parte del yacimiento el fondeadero natural y seguramente muchos de los restos arqueológicos de época romana documentados en torno a las salinas.
La urbanización de la zona entre finales de los años cincuenta y la actualidad, ha supuesto que gran parte del yacimiento se haya visto afectado por la construcción de chalets, momento del cual proceden las excavaciones de Pellicer en 1965, que recuperaron una parte de los mosaicos descubiertos por Antonio José de Cavanilles en el siglo XVIII, y que actualmente se encuentran depositados en el MARQ. Esta zona sería la comprendida entre la calle Holanda y la calle Italia, espacio que pertenecería al yacimiento de la Montanyeta, donde se aprecian restos de construcciones residenciales que disponían de unas termas, pavimentos y mosaicos entre la playa y la zona señalada.
El desarrollo urbanístico de los años ochenta y noventa supuso la construcción de viales entre la antigua carretera de Calpe a Ifac, hoy denominada avenida de los Ejércitos Españoles, como la avenida de y las calles Luxemburgo, Portugal, Italia, Irlanda, Holanda y Grecia, entre otras. Esto supuso la destrucción de una gran parte del yacimiento, esencialmente su parte periférica, y en ocasiones su zona nuclear, como el desfonde realizado en el solar de la avenida de Europa 24 sin los controles y autorizaciones que establecía la legislación vigente, lo que supuso una gran conflictividad administrativa, social y patrimonial.

## Estado
Debido a que el yacimiento se ha visto alterado profundamente por las obras de infraestructura y las urbanizaciones, se considera conveniente fijar su delimitación actual entre La Montanyeta y la calle perpendicular a ésta hasta su contacto con la avenida de los Ejércitos Españoles, por la zona occidental. Por la medianera de la avenida de los Ejércitos Españoles hasta la perpendicular del vial que une los apartamentos Atlántico con el mar. Finalmente la delimitación termina en toda la franja meridional con su contacto con el mar.
La inclusión de áreas construidas dentro del yacimiento está motivada por el hecho de que se tiene constancia de que bajo los apartamentos de una o dos plantas existe yacimiento sin alterar y porque en las parcelas donde se ubican grandes torres de apartamentos, el yacimiento se encuentra destruido bajo los mismos, pero inalterado en el resto de la parcela, ya que la edificación no ocupa la totalidad del mismo. En los viales se ha constatado que el yacimiento no se encuentra alterado salvo en las zonas donde se efectuaron zanjas.
El yacimiento se encuentra inalterado en diversas parcelas del plan parcial número 1, en la llamada por el yacimiento «zona arqueológica», bajo el paseo marítimo, en la plataforma costera y muy posiblemente en el fondeadero existente frente al mismo.

## Viveros

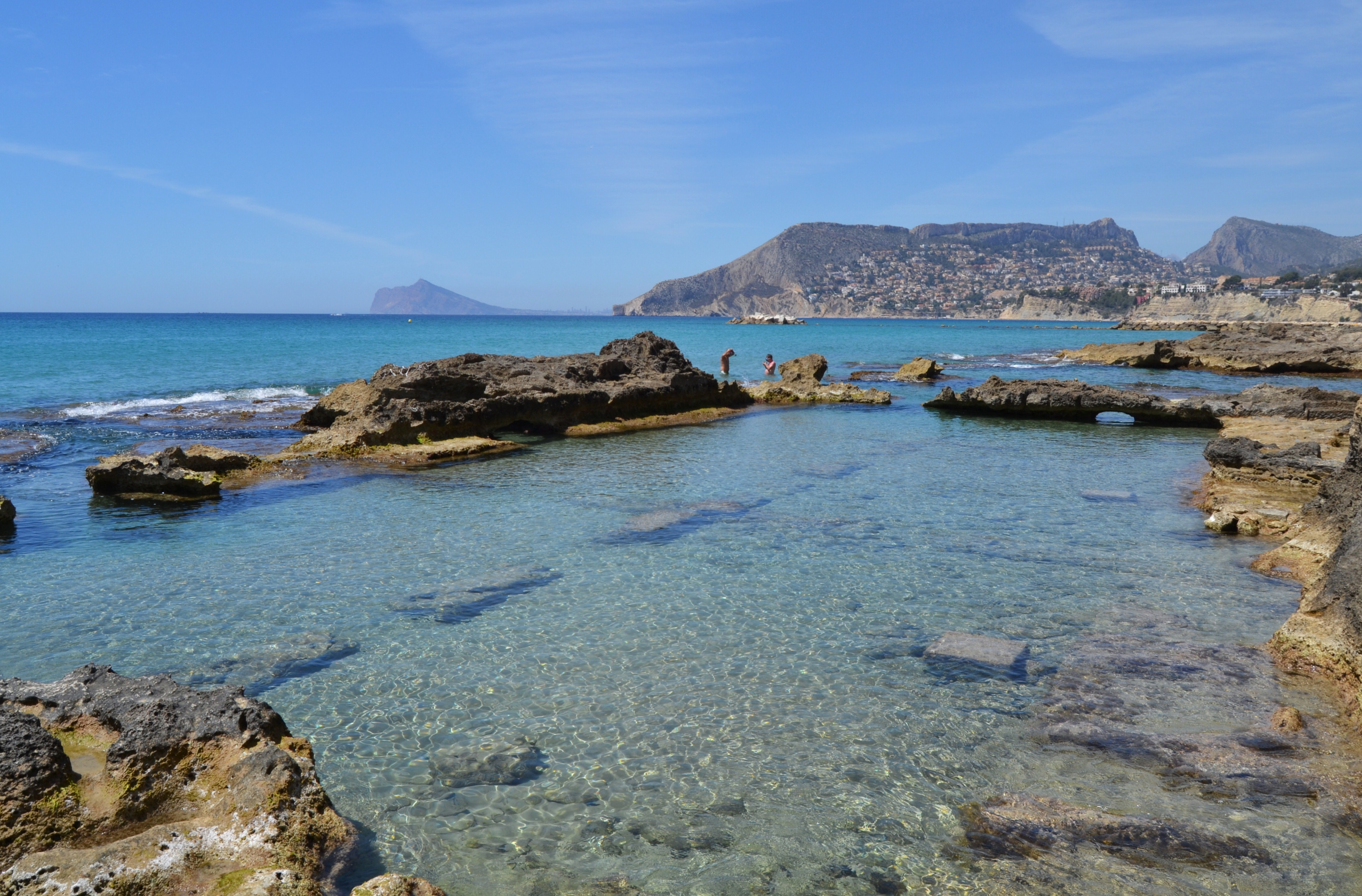
Antigua piscifactoria usada en tiempos de los romanos.

Esta estructura estuvo destinada a mantener vivos los peces y abastecer de pescado fresco a la población de Baños de la Reina, aunque dadas sus características no se descarta su uso como jardín acuático destinado a la contemplación de la belleza marina. Está excavado en la misma costa sobre piedra tosca (toba calcárea), formando un rectángulo con una superficie de 165 m² (19'75 m de longitud y 8'50 m de anchura), estando su interior subdivido en seis balsas comunicadas entre sí mediante una abertura en cada una de ellas. La entrada de agua del mar se realizaba a través de cuatro canales, también tallados en la roca, dos situados al sur y otros dos al este, que permitían su acceso a todas las balsas. Las bocas de los canales quedaban cerradas por compuertas de bronce o de plomo para permitir el paso del agua e impedir la fuga de las captura. Las piscinae eran obras muy caras de construir y mantener, incluso más costosas que la propia villa, pero su presencia aumentaba notablemente el valor del inmueble así como el rango social de su dueño.